# Johann Gottfried Mosig
Johann Gottfried Mosig (* 20. September 1726 in Nechern; † 7. Oktober 1805 in Görlitz) war ein deutscher evangelischer Theologe und Pastor primarius von Görlitz.
Johann Gottfried Mosig, Sohn des Erbrichters von Eiserode Martin Mosig verlor mit 3 resp. 14 Jahren seine Familie, kam 1741 ins Waisenhaus nach Halle und von dort 1745 zum Studium an die Universität Leipzig. Er wurde 1749 Pfarrer von Merzdorf, später von Nostitz, von Lissa und schließlich 1760 Subdiakon in Görlitz. 1774 ernannte man ihn zum Diakon, 1789 zum Archidiakon. Von 1791 bis 1803 war er Pastor Primarius von Görlitz. Mosig war mit der Leipziger Bürgerstochter Marie Rosine Müller verheiratet, mit der er 13 Kinder hatte, wovon seine Tochter Juliane Florentine den Superintendenten von Görlitz, Johann Christian Janke, heiratete.